# Agulla nigrinotum
Agulla nigrinotum är en halssländeart som beskrevs av Woglum och Mcgregor 1964. Agulla nigrinotum ingår i släktet Agulla och familjen ormhalssländor. Inga underarter finns listade i Catalogue of Life.